# Lương Tiểu Long
Lương Tài Sinh (tiếng Trung: 梁財生, tiếng Anh: Leung Choi-sang), thường được biết đến với nghệ danh Lương Tiểu Long (tiếng Trung: 梁小龍, tiếng Anh: Bruce Leung Siu-lung, sinh ngày 28 tháng 4 năm 1948), là một nam diễn viên kiêm võ sư người Hồng Kông. Ông được khán giả biết đến qua các vai diễn nổi bật trong dòng phim võ thuật, trong đó có Tuyệt đỉnh Kungfu, Thái cực quyền và Nhất đại tông sư.

## Danh sách phim
Nguồn:
- The Invincible Eight (1971)
- The Yellow Killer (1972)
- Lady Kung Fu (1972)
- Kung Fu, the Invincible Fist (1972)
- Deep Thrust (1972)
- Rage of Wind (1973)
- Kung Fu Powerhouse (1973)
- Blade of Fury (1973)
- Call Me Dragon (1974)
- Hong Kong Godfather (1974)
- Bruce Lee, D-Day at Macao (1975)
- The Fighting Dragon (1975)
- Hong Kong Superman (1975)
- The Return of the Condor Heroes (1976)
- The Legend of the Condor Heroes (1976)
- Million Dollars Snatch (1976)
- Bruce Against Iron Hand (1976)
- The Dragon Lives Again (1977)
- The Four Shaolin Challengers (1977)
- Broken Oath (1977)
- Magnificent Bodyguards (1978)
- The Tattoo Connection (1978)
- The Incredible Kung Fu Master (1979)
- Enter Three Dragons (1979)
- Ten Tigers of Shaolin (1979)
- The Fists, the Kicks and the Evil (1979)
- Black Belt Karate (1979)
- My Kung-Fu 12 Kicks (1979)
- The Fighter Dragon vs. Deadly Tiger (1980)
- Shaolin Kid (1980)
- Be the First (1980)
- The Legendary Fok (1981)
- Return of the Deadly Blade (1981)
- Gang Master (1982)
- Legend of a Fighter (1982)
- Ruthless Revenge (1982)
- Showdown at the Equator (1984)
- The Eight Diagram Cudgel Fighter (1985)
- Rich and Famous 2 (1987)
- Vampires Live Again (1987)
- Ghost Hospital (1988)
- Tuyệt đỉnh Kungfu (2004)
- Shamo (2007)
- Kung Fu Fighter (2007)
- Sasori (2008)
- Kung Fu Chefs (2009)
- Triệt quyền đạo (2010)
- Adventure of the King (2010)
- Gallants (2010)
- Just Another Pandora's Box (2010)
- Tiger and Dragon Reloaded (2010)
- The Kungfu Master (2012)
- Zombies Reborn (2012)
- Tai Chi Hero (2012)
- Tai Chi 0 (2012)
- Badges of Fury (2013)
- Princess and the Seven Kung Fu Masters (2013)
- Diệp Vấn (2013)
- Nhất đại tông sư (2013)
- Hero of the River (2014)
- The Buddha's Shadow (2014)
- A Lifetime Treasure (2019)
- The Beast (2019)
- The Beast 2 (2019)
- Hoắc Nguyên Giáp (2020)